# شهرستان فوپینگ
شهرستان فوپینگ (به لاتین: Foping County) یک منطقهٔ مسکونی در چین است که در هانژونگ واقع شده‌است. شهرستان فوپینگ ۱٬۲۷۹ کیلومتر مربع مساحت و ۳۰٬۰۷۵ نفر جمعیت دارد.